# 서항성

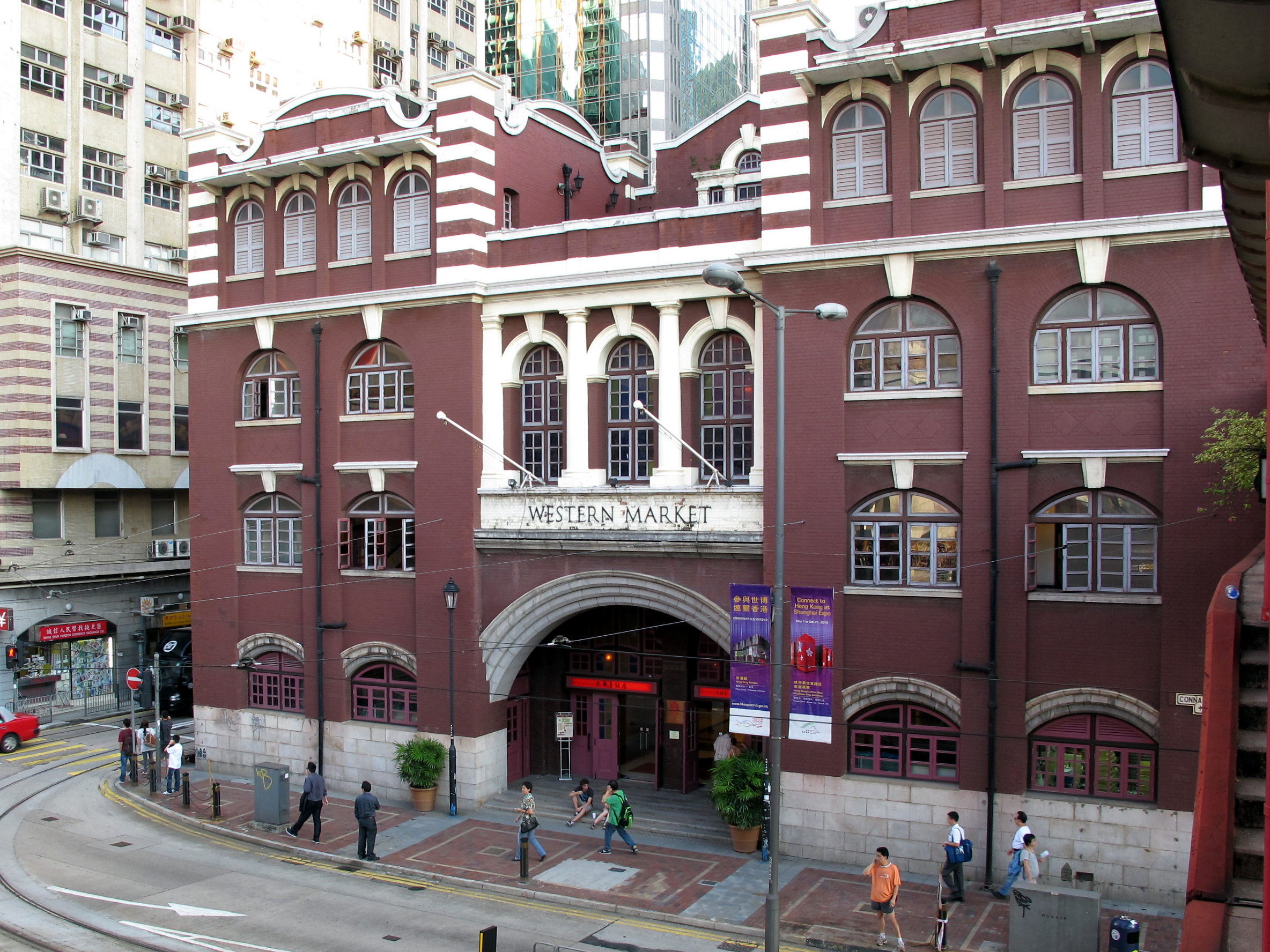
서항성

서항성(중국어: 西港城, 영어: Western Market 웨스턴 마켓[*])은 홍콩 홍콩섬 셩완 지역에 있는 오래된 건물이다. 원래 2개 동으로 지어진 것으로, 현재는 북쪽 건물만이 사용되고 있다. 남쪽 건물은 1981년에 철거되었으며, 현재 그 자리에는 상환시정대하가 들어서 있다.